# Hugo Hoffmann (Grafiker)

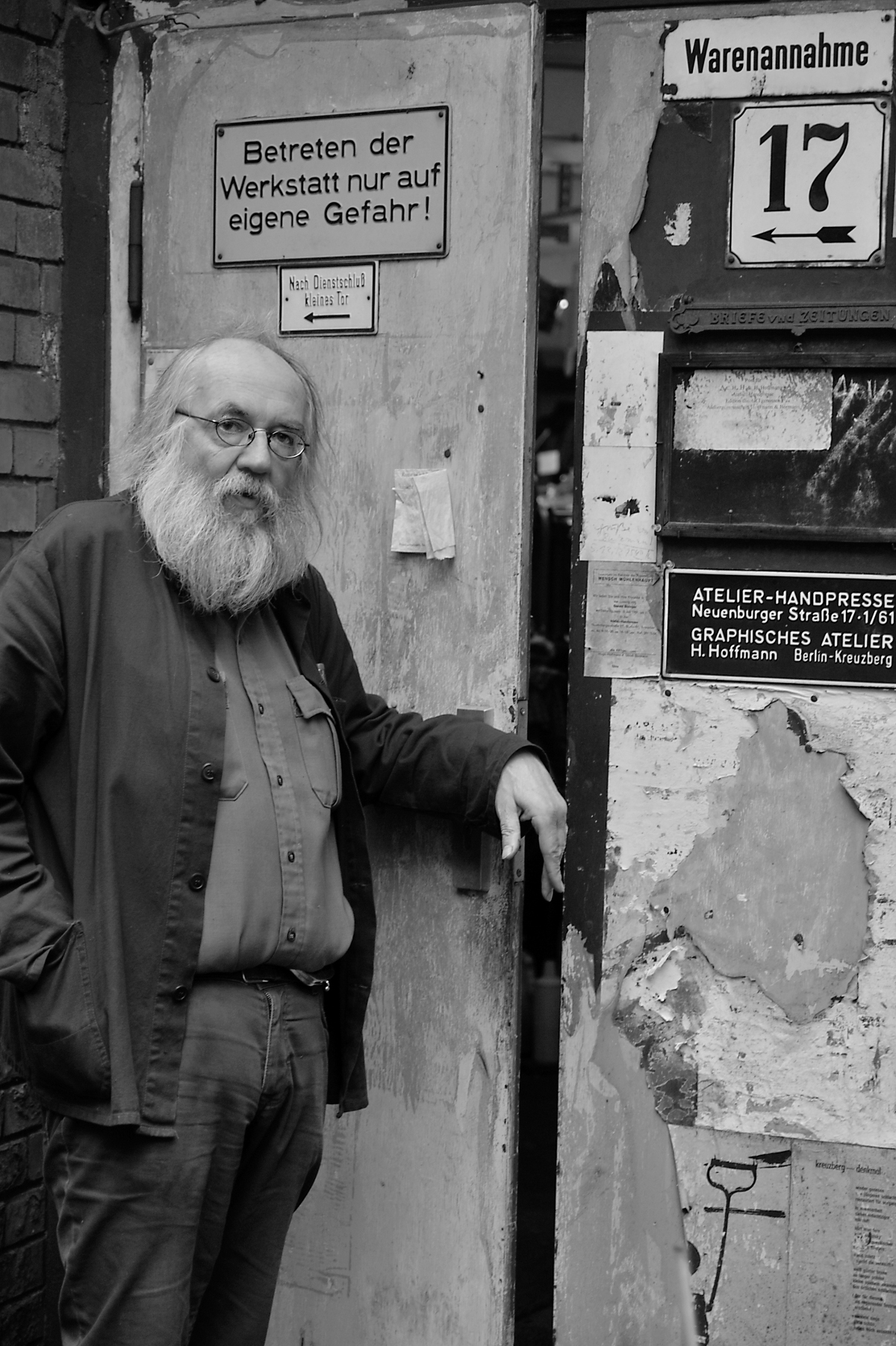
Hugo Hoffmann vor seiner Atelier-Handpresse, Dezember 2015

Hugo Hoffmann (* 17. Dezember 1947 in Berlin) ist ein deutscher Grafiker, Schriftsetzer und Drucker aus dem Künstlerkreis der Berliner Malerpoeten (Kreuzberger Bohème) und Begründer des Verlags und der Edition Atelier-Handpresse in Berlin-Kreuzberg.

## Leben und Wirken
Während seiner Schulzeit auf einem Internat war Hoffmann Leiter der Internatsdruckerei. Nach dem Abitur 1967 war er zunächst Hilfsarbeiter in der Deutschen Zentral-Druckerei und begann ein Studium der Politologie und Publizistik. 1968 brachte ihn der Zufall mit Kurt Mühlenhaupt zusammen, der damals noch Trödler in Berlin-Kreuzberg war und das Inventar einer aufgelösten Druckerei übernommen hatte. So kam es, dass Hoffmann Mühlenhaupts erstes Buch Die Drehgeschichte druckte. In den folgenden Jahren wurde Hoffmann Drucker, Setzer, Lektor und Adlatus und Freund von Mühlenhaupt, mit dem er 1972 eine lange Reise durch Schweden, Norwegen und Lappland unternahm. Im selben Jahr gründete Hoffmann eine eigene Druckerei, die Atelier-Handpresse in Berlin-Kreuzberg. Besonders enge Zusammenarbeit entstand auch mit Aldona Gustas und Günter Bruno Fuchs. Es entstanden Handpressendrucke mit vielen weiteren Kreuzberger Autoren und Grafikern, eigene grafische und typografische Arbeiten, Auftragsarbeiten wie auch häufige Zusammenarbeit mit Berliner Kunstämtern (Kreuzberg, Wedding, Wilmersdorf und Charlottenburg) und Galerien.
Hoffmann arbeitete im Laufe der Jahre zusammen mit vielen Künstlern und Autoren wie z. B. Arno Waldschmidt, Artur Märchen, Gerhard Kerfin, Wolfgang Bittner, H. C. Artmann, Oswald Andrae, Hans Sünderhauf, Günter Bruno Fuchs, Inka Bach, Nepomuk Ullmann, Gerald Bisinger, Eva-Maria Geisler, Wolfgang Windhausen, Gabriele Schmelz, Ingeborg Drewitz, Richard Anders, Robert Wolfgang Schnell, Kurt Neuburger und vielen anderen mehr. Das Atelier der Atelier-Handpresse diente gleichzeitig als Lesebühne, Museum, Ideenschmiede, Bildergalerie und Künstlertreffpunkt, hier traf sich auch die Werkstatt Rixdorfer Drucke (die Rixdorfer), über vier Jahrzehnte in Hoffmanns Atelier im Kreuzberger Hinterhof zum gemeinsamen Feiern und zur Arbeit.
Nicht nur in seinem Verlag, sondern auch bei befreundeten Kreuzberger Druckereien hat Hoffmann zahlreiche Werke gesetzt, gedruckt, selbst illustriert, gebunden und verlegt. Seine Werke sind Kunstwerke in kleiner Auflage, bebildert mit Grafiken, handgebunden und handverlesen. Bleilettern fasst Hoffmann als Brücken zur Lyrik, Prosa und Graphik auf. Immer wieder entdeckte er auch Künstler und Schriftsteller, die ohne ihn keiner breiteren Öffentlichkeit bekannt geworden wären.
Im Jahre 1975 gründete Hoffmann den Kreuzberger Künstlerkreis e. V. mit und übernahm dessen Leitung als erster Vorsitzender. Im gleichen Jahr organisierte er Ausstellungen Kreuzberger Künstler in den Partnerstädten des Bezirks (Porta Westfalica, Wiesbaden, Limburg, Heppenheim).
2017 schloss Hoffmann sein Atelier und beendete damit auch die Arbeit an der Atelier-Handpresse, die zu einer Kreuzberger Institution geworden war.
Im Jahr 2021 beteiligt er sich als Kurator an den Planungen zu Gedenkveranstaltungen zu 100 Jahre Kurt Mühlenhaupt in der Zossener Straße 2
in Berlin-Kreuzberg mit der Ausstellung über die Galerie-Kneipe Leierkasten. Ein Übersichtsflyer zeigt die Zeiten und Stationen der geplanten Veranstaltungen.

## Ausstellungen (Auswahl)
Ausstellungen, u. a. In Frankfurt/Main, Nürnberg, Wiesbaden, Mainz
- 1976: Universitätsbibliothek der Freien Universität Berlin[12]
- 1997: Büchergilde Buchhandlung & Galerie in Frankfurt am Main[13]
- 1998: Die unmögliche Art, Bücher zu machen, Kreuzbergmuseum[14]
- 2009/2010: Galerie Nierendorf Künstlergraphiken aus eigenem Verlag 371 Arbeiten von 47 Künstlern[15]

## Bibliografie

### Kataloge (Auswahl)
- 4 Kreuzberger in Osnabrück. Artur Märchen, Hugo Hoffmann, Heidrun Thiede und Roland Neumann stellen aus. Atelier-Handpresse, Berlin 1985.

### Illustrationen (Auswahl)
- Uwe Helfrich: Bienenstich. Atelier-Handpresse, Berlin 1976.
- Wolfgang Fehse: Das Loch in der Mitte des Kuchens. Drei Episoden, Atelier-Handpresse, Berlin 1994.

### (Mit-)Herausgeberschaften (Auswahl)
- Kurt Mühlenhaupt: Kurt Mühlenhaupt stellt aus, was er für Kunst hält, als da wären Bücher, Bilder et Zeichnungen, anläßlich seines 50. Geburtstages. (Ausstellung vom 23. September bis zum 24. Oktober 1971), Verlag Fördererkreis Kulturzentrum, Berlin 1971.
- Günter Bruno Fuchs und Willi Mühlenhaupt. Zusammen mit Lothar Klünner. Katalog zur Ausstellung. Berlin 1977
- Mensch Mühlenhaupt – Ein kurtsweilig Lesen vom Maler und Poeten Mühlenhaupt zum 70., zusammen mit Ulrich Bormann. Edition die ARTgenossen Nicolai Verlag, Berlin, 1991
- Die unmögliche Art Bücher zu machen. 25 Jahre Atelier-Handpresse. Katalog zur Ausstellung im Kreuzbergmuseum vom 15. Februar bis zum 13. April 1998. Kunstamt Kreuzberg, Berlin 1998
- Der gute Ratschlag, Herausgegeben als Privatdruck ohne kommerzielle Absichten in einer Auflage von 500 Exemplaren, Idee und Zusammenstellung: Chris Frey & Hugo Hoffmann, Gesamtherstellung: Graphisches Atelier Hugo Hoffmann, 13055 Berlin Alt–Hohenschönhausen, 2020/2021.